# (14643) Morata
Pour les articles homonymes, voir Morata.
(14643) Morata est un astéroïde de la ceinture principale.

## Description
(14643) Morata est un astéroïde de la ceinture principale. Il fut découvert le 24 novembre 1998 à Blauvac par René Roy. Il présente une orbite caractérisée par un demi-grand axe de 2,42 UA, une excentricité de 0,22 et une inclinaison de 9,2° par rapport à l'écliptique.
Il a été dédié à Stéphane Morata et Didier Morata, astronomes amateurs français.

## Compléments